# 斑叶山柳菊
斑叶山柳菊（Hieracium maculatum）是植物學家在欧洲发现的屬於山柳菊属的一種开花植物。後該物種被引入北美。在加拿大，斑叶山柳菊被认为是一种杂草。

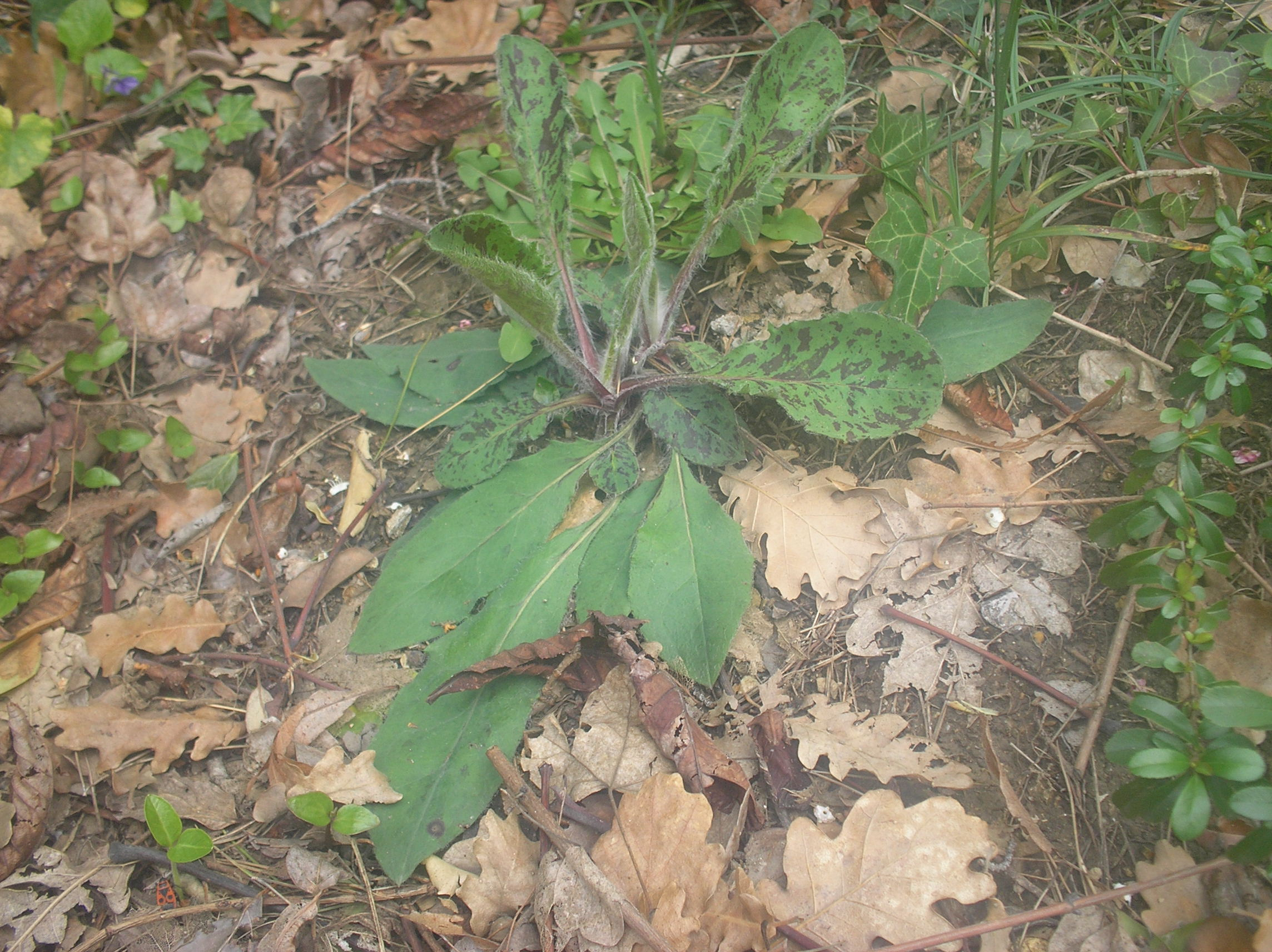